# Angry Birds Toons
Angry Birds Toons – fiński telewizyjny serial animowany, oparty na grze komputerowej Angry Birds. Jego premiera odbyła się 16 marca 2013 roku. 1 listopada 2014 roku odbyła się również premiera spin-offu Angry Birds Stella.

## Opis
Treścią filmu jest rywalizacja ptaków i świń. Odcinki ukazują się raz na tydzień w każdą niedzielę i trwają dokładnie 2 minuty i 45 sekund. W filmie nie ma dialogów, obecne są jedynie efekty dźwiękowe i proste odgłosy, podobne do filmu Tom i Jerry. Seria jest dostępna na całym świecie w klasycznej wersji gry, a także w programach telewizji w krajach na całym świecie. Rovio chce wyprodukować 52 krótkie epizody. Serię produkuje fińskie studio Kombo, które Rovio kupiło w czerwcu 2011. „Jestem szczęśliwy mówiąc, że zamierzamy utworzyć cotygodniową serię w tym roku w wymiarze krótkoterminowym (dotyczy epizodów)” – powiedział Nick Dorra, zarządzający animacją w Rovio.

## Serie
| Seria | Odcinki | Premiera serii       | Finał serii      |
| ----- | ------- | -------------------- | ---------------- |
| 1     | 1-52    | 17 marca 2013        | 9 marca 2014     |
| 2     | 53-78   | 19 października 2014 | 12 kwietnia 2015 |
| 3     | 79-104  | 1 października 2015  | 13 maja 2016     |

## Spis odcinków

### Sezon 1
| Numer | Tytuł + tłumaczenie na polski                        | Data Premiery (w Polsce) |
| ----- | ---------------------------------------------------- | ------------------------ |
| 1     | Chuck Time (Czas Chucka)                             | 17 marca 2013            |
| 2     | Where’s My Crown? (Gdzie jest moja korona?)          | 24 marca 2013            |
| 3     | Full Metal Chuck (Chuck ze stali)                    | 31 marca 2013            |
| 4     | Another Birthday (Inne urodziny)                     | 7 kwietnia 2013          |
| 5     | Egg Sounds (Dźwięki jajek)                           | 14 kwietnia 2013         |
| 6     | Pig Talent (Świński talent)                          | 21 kwietnia 2013         |
| 7     | Cordon Bleugh! (Kordon Ble!)                         | 28 kwietnia 2013         |
| 8     | True Blue? (Prawdziwy niebieski?)                    | 5 maja 2013              |
| 9     | Do As I Say! (Rób, co mówię!)                        | 12 maja 2013             |
| 10    | Off Duty (Po służbie)                                | 19 maja 2013             |
| 11    | Slingshot 101 (Proca 101)                            | 26 maja 2013             |
| 12    | Thunder Chuck (Grzmocisty Chuck)                     | 2 czerwca 2013           |
| 13    | Gardening with Terence (Ogród z Terencem)            | 9 czerwca 2013           |
| 14    | Dopeys on a Rope (Durnie na linie)                   | 16 czerwca 2013          |
| 15    | Trojan Egg (Jajko trojańskie)                        | 23 czerwca 2013          |
| 16    | Double Take (Dwa w jednym)                           | 30 czerwca 2013          |
| 17    | Crash Test Piggies (Test wytrzymałości Świń)         | 7 lipca 2013             |
| 18    | Slappy-Go-Lucky (Klaps na szczęście)                 | 14 lipca 2013            |
| 19    | Sneezy Does It (Przeziębiony to zrobi)               | 21 lipca 2013            |
| 20    | Run Chuck Run (Biegnij Chuck, biegnij)               | 28 lipca 2013            |
| 21    | Hypno Pigs (Hipnotyczne świnie)                      | 4 sierpnia 2013          |
| 22    | Egg’s Day Out (Dzień Jajka)                          | 11 sierpnia 2013         |
| 23    | Gate Crasher (Niszczyciel bramy)                     | 18 sierpnia 2013         |
| 24    | Hog Roast (Wieprzowa pieczeń)                        | 25 sierpnia 2013         |
| 25    | The Bird That Cried Pig (Ptak który wołał na świnie) | 1 września 2013          |
| 26    | Hamshank Redemption (Skazani na Hamshank)            | 8 września 2013          |
| 27    | Green Pig Soup (Zupa ze świni)                       | 15 września 2013         |
| 28    | Catch Of The Day (Połów dnia)                        | 22 września 2013         |
| 29    | Nighty Night Terence (Nocna noc Terenca)             | 29 września 2013         |
| 30    | Piggy Wig (Świńska peruka)                           | 6 października 2013      |
| 31    | Pig Plot Potion (Świński sposób na eliksir)          | 13 października 2013     |
| 32    | Tooth Royal (Królewski ząb)                          | 20 października 2013     |
| 33    | Night of the Living Pork (Noc żywych świń)           | 27 października 2013     |
| 34    | King of the Castle (Król zamku)                      | 3 listopada 2013         |
| 35    | Love is in the Air (Miłość wisi w powietrzu)         | 10 listopada 2013        |
| 36    | Fired Up (Spalony)                                   | 17 listopada 2013        |
| 37    | Clash of Corns (Straż kukurydzy)                     | 24 listopada 2013        |
| 38    | A Pig’s Best Friend (Najlepszy Przyjaciel Świnki)    | 1 grudnia 2013           |
| 39    | Slumber Mill (Młynkowa Drzemka)                      | 8 grudnia 2013           |
| 40    | Jingle Yells (Brzęczący Ryk)                         | 15 grudnia 2013          |
| 41    | El Porkador! (El Świnador!)                          | 22 grudnia 2013          |
| 42    | Hiccups (Czkawki)                                    | 29 grudnia 2013          |
| 43    | The Butterfly Effect (Efekt motyla)                  | 5 stycznia 2014          |
| 44    | Hambo (Hambo)                                        | 12 stycznia 2014         |
| 45    | Bird Flu (Ptasia grypa)                              | 19 stycznia 2014         |
| 46    | Piggies From The Deep (Świnie z głębin)              | 26 stycznia 2014         |
| 47    | Oh gnome! (Och skrzacie!)                            | 2 lutego 2014            |
| 48    | Shrub It In (W to krzew)                             | 9 lutego 2014            |
| 49    | The Truce (Rozejm)                                   | 16 lutego 2014           |
| 50    | Operation Opera (Operacja Opera)                     | 23 lutego 2014           |
| 51    | Chucked Out (Wyrzucony)                              | 23 lipca 2014            |
| 52    | Bomb’s Awake (Przebudzenie Bomby)                    | 9 kwieceń 2015           |

Niektóre odcinki np. Gate Crasher i Hog Roast pokazano na indonezyjskim kanale „antv” ok. 2 tygodnie przed premierą w aplikacji. Można było je wtedy również przedpremierowo obejrzeć w internecie na Vimeo.

### Sezon 2
| Numer | Tytuł + tłumaczenie na polski                | Data Premiery (w Polsce) |
| ----- | -------------------------------------------- | ------------------------ |
| 53    | Treasure Hunt (Poszukiwanie skarbu)          | 19 października 2014     |
| 54    | Sweets of Doom (Słodycze zagłady)            | 26 października 2014     |
| 55    | Party Ahoy! (Ahoj, imprezo)                  | 2 listopada 2014         |
| 56    | Hide and Seek (Zabawa w chowanego)           | 9 listopada 2014         |
| 57    | Sink or Swim (Toń lub płyń)                  | 16 listopada 2014        |
| 58    | Super Bomb! (Super Bomba!)                   | 23 listopada 2014        |
| 59    | Just So (Dokładnie tak)                      | 30 listopada 2014        |
| 60    | The Miracle Of Life (Cud życia)              | 7 grudnia 2014           |
| 61    | Cave Pig (Jaskiniowa Świnia)                 | 14 grudnia 2014          |
| 62    | Joy To The Pigs (Radość dla świń)            | 21 grudnia 2014          |
| 63    | Dogzilla (Pieszilla)                         | 28 grudnia 2014          |
| 64    | Boulder Bro (Głazobrachu)                    | 4 stycznia 2015          |
| 65    | Chuckmania (Chucko-mania)                    | 11 stycznia 2015         |
| 66    | Not Without My Helmet (Nie bez mojego hełmu) | 18 stycznia 2015         |
| 67    | Mona Litha                                   | 25 stycznia 2015         |
| 68    | Sir Bomb of Hamelot (Sir Bomb z Hamelotu)    | 1 lutego 2015            |
| 69    | Bearded Ambition (Brodata ambicja)           | 8 lutego 2015            |
| 70    | Cold Justice (Zimna sprawiedliwość)          | 15 lutego 2015           |
| 71    | Slow the Chuck Down! (Spowolnić Chucka)      | 22 lutego 2015           |
| 72    | Brutal vs. Brutal (Brutalny kontra brutalny) | 1 marca 2015             |
| 73    | Eating Out (Brak jedzenia)                   | 8 marca 2015             |
| 74    | The Great Eggscape (Wielka jajko-ucieczka)   | 15 marca 2015            |
| 75    | Sleep Like a Hog (Śpij jak wieprz)           | 22 marca 2015            |
| 76    | Bombina                                      | 29 marca 2015            |
| 77    | Pig Possessed (Opętana świnia)               | 5 kwietnia 2015          |
| 78    | Epic Sax-off (Epickie wysaksofonowanie)      | 12 kwietnia 2015         |

### Sezon 3
| Numer | Tytuł + tłumaczenie na polski                 | Data Premiery (w Polsce) |
| ----- | --------------------------------------------- | ------------------------ |
| 79    | Royal Heist (Królewskie włamanie)             | 1 października 2015      |
| 80    | Bad Hair Day (Dzień złych włosów)             | 1 października 2015      |
| 81    | Golditrotters (Świniowłosa)                   | 1 października 2015      |
| 82    | A Fistful of Cabbage (Garść kapusty)          | 15 października 2015     |
| 83    | Porcula (Świńkula)                            | 23 października 2015     |
| 84    | Didgeridork (Didgeridureń)                    | 23 października 2015     |
| 85    | The Porktrait (Świński portret)               | 29 października 2015     |
| 86    | Fix It! (Napraw to!)                          | 13 listopada 2015        |
| 87    | Age Rage (Wiek gniewu)                        | 27 listopada 2015        |
| 88    | Catching the Blues (Złapać Niebieskich)       | 11 grudnia 2015          |
| 89    | Last Tree Standing (Ostatnie stojące drzewko) | 18 grudnia 2015          |
| 90    | Happy Hippy (Szczęśliwa hippiska)             | 25 grudnia 2015          |
| 91    | Mind the Pony (Uwaga na kucyka)               | 8 stycznia 2016          |
| 92    | Robo-Tilda (Robo-Tylda)                       | 22 stycznia 2016         |
| 93    | King of the Ring (Król Ringu)                 | 5 lutego 2016            |
| 94    | Spaced Out (Rozprzestrzeniony)                | 19 lutego 2016           |
| 95    | Battling Butlers (Walczący Lokaje)            | 4 marca 2016             |
| 96    | Eggshaustion (Jajko-przemęczenie)             | 18 marca 2016            |
| 97    | Short And Special (Krótki i specjalny)        | 25 marca 2016            |
| 98    | Hocus Porcus (Świński Hokus Pokus)            | 1 kwietnia 2016          |
| 99    | Romance in a Bottle (Romans w butelce)        | 8 kwietnia 2016          |
| 100   | The Butler Did It! (Ten lokaj to zrobił!)     | 15 kwietnia 2016         |
| 101   | Stalker (Prześladowca)                        | 22 kwietnia 2016         |
| 102   | Photochucked (Photochucked)                   | 29 kwietnia 2016         |
| 103   | Bake On! (Piec na!)                           | 6 maja 2016              |
| 104   | Toy Hoggers (Hoggers zabawek)                 | 13 maja 2016             |

## Postacie
- Czerwony (ang. Red) – (głos podkłada Antti Pääkkönen)
- Chuck – (głos podkłada Antti L. J. Pääkkönen)
- Bomba (ang, Bomb) – (głos podkłada Pasi Ruohonen)
- Matylda (ang, Matilda) – (głos podkłada Antti L. J. Pääkkönen)
- Jay, Jake i Jim – Niebiescy (ang. The Blues) – (głos podkładają Lynne Guaglione i Heljä Heikkinen)
- Terence – (głos podkłada Heljä Heikkinen)
- Bubbles – (głos podkłada Antti L. J. Pääkkönen)
- Zwykłe Świnie (ang, Minion Pigs) – (głos podkładają Antti L. J. Pääkkönen, Antti Pääkkönen itd.)
- Kapral/Świnia w hełmie (ang. Coproal Pig) – (głos podkłada Antti L. J. Pääkkönen)
- Król Świń „Gładkie Policzki'' (ang. King Pig) – (głos podkłada Antti Pääkkönen)
- Kucharz (ang. Chef Pig) – (głos podkłada Aku Laitinen)
- Świnia Wąsata (ang. Moustache Pig/Foreman Pig) – (głos podkłada Rauno Ahonen)
- Profesor Świń (ang. Professor Pig) – (głos podkłada Antti Jaakola)
- El Porkador – (podkładany głos nieznany)

Widzowie zapytali Rovio (producenta) na Twitterze dlaczego Hal (ptak „bumerang”) nie występuje w serialu lub chociaż w materiale promocyjnym, na to Rovio odpowiedziało „On nie lubi kamer”. Ice Bird (Lodowy Ptak) i Mocarny Orzeł też nie wystąpili w tym serialu. Stella – różowy ptak wystąpiła tylko w pilocie serialu „Meet the Flock” („Poznajcie gromadkę”) i w osobnym serialu ''Angry Birds Stella''
Professor Pig pojawił się w Toons tylko w odcinkach 18 i 55.
Bubbles pojawił się w Toons tylko w odcinkach 33 i 54.
El Porkador pojawił się w Toons tylko w odcinkach 41 i 93.

## Emisje w TV na świecie
- Finlandia – MTV3, MTV3 Juniori
- Kanada – Teletoon
- Chile – Canal 13
- Indie – Cartoon Network Indie
- Norwegia – TV2
- Ukraina – 1+1 (od 17 marca 2013)
- Indonezja – antv
- Brazylia – Gloob
- Australia – FOX8
- Włochy – K2
- Niemcy – Super RTL
- Francja – Gulli, Canal J
- Wielka Brytania – Sky 1
- Izrael – Aruc ha-Jeladim
- Rosja – Karusel, CTC
- Stany Zjednoczone – Xfinity On Demand
- Syria – Spacetoon (od 10 stycznia 2016)
- Korea Południowa – JEI TV, JEI English TV
- Filipiny – GMA Network (od 27 lipca 2013)
- Hiszpania – Neox (od 29 czerwca 2013)
- Polska – Puls 2 (od 7 grudnia 2013 do jesieni 2014) – emisja od 39 odcinka, teleTOON+ (2016−2018)[2], Metro (od 2019), HBO2
- Węgry – Megamax (do 2020), MiniMax (od 2020)
- Grecja – Starland

## DVD
Na świecie wyszły także DVD z serialem „Angry Birds Toons”. Wydano cały sezon 1 podzielony na 2 DVD sprzedawane oddzielnie. Oto lista DVD, które zostały już wydane.
- Angry Birds Toons: Sezon 1 – Część 1 (odcinki 1-26) – 6 grudnia 2013
- Angry Birds Toons: Sezon 1 – Część 2 (odcinki 27-52) – 21 maja 2014
- Angry Birds Toons: Sezon 2 (odcinki 53-78) – początek lata 2015